# Eliel Saarinen
Gottlieb Eliel Saarinen (Rantasalmi, Finnország, 1873. augusztus 20. – Bloomfield Hills, Michigan, 1950. július 1.) finn építész, aki art nouveau stílusú épületeivel lett híres a 20. század elején. Fia Eero Saarinen építész.

## Életpályája
Saarinen műszaki egyetemet végzett Helsinkiben. 1896 és 1905 között partnerként dolgozott Herman Geselliusszal és Armas Lindgrennel a Gesellius, Lindgren és Saarinen cégnél. Az első nagyobb munkája ebben az időszakban az 1900. évi Világkiállítás finn pavilonja volt, különleges közeledése több stílusiránynak, így a finn faépítészetnek, a brit historizmusnak (Gothic Revival), valamint a szecessziónak (Jugendstil). Saarinen korai stílusát később finn nemzeti romanticizmusnak keresztelték – mely a Helsinki Főpályaudvar épületén teljesedett ki – a terv 1904-ben készült el, az épületet 1910 és 1914 között építették fel. Ugyanakkor 1902 és 1912 között a társszerzője volt a Fennia nevű arab kerámiasorozatnak. 1910 és 1915 között nagyszabású városrendezési terveket készített a Munksnäs-Haga negyed átépítésére. Bár tervei anyagi okokból nem valósultak meg, a témáról könyvet adott ki. 1911 januárjában az észtországi Reval városfejlesztő tanácsadója lett és ekkoriban hívták meg Saarinent Budapestre is. 1912-ben Saarinen egy kis füzetet publikált Budapest városfejlesztési problémáiról. 1913 áprilisában nemzetközi pályázatot nyert Reval fejlesztési tervével. 1917 és 1918 folyamán Saarinen Nagy-Helsinki fejlesztési tervén dolgozott. Ő tervezte a finn márka bankjegyeket is 1922-ben.
Miután elvált első feleségétől, Mathildétől (akit Herman Gesellius vett feleségül ezután), 1904. március 6-án elvette második feleségét, Louise (Loja) Gesellius szobrásznöt, Herman Gesellius húgát. Lányuk, Eva-Lisa (Pipsan) 1905. március 31-én, fiuk, Eero 1910. augusztus 20-án született.

## Átköltözése az Amerikai Egyesült Államokba
Eliel Saarinen 1923-ban az Amerikai Egyesült Államokba költözött, és részt vett Chicagóban (Illinois) a Tribune Tower tervpályázatán, amelyen a második díjat nyerte el. Műve nem Chicagóban, hanem egészen délen, a texasi Houstonban valósult meg 1929-ben, Gulf Building néven. Saarinen kezdetben az Illinois állambeli Evanstonban telepedett le, ahol elkészítette Chicago tóra néző városrészeinek fejlesztési tervét. 1924-ben meghívták vendégprofesszornak a Michigani Egyetemre.
1925-ben George Gough Booth felkérte őt, hogy tervezze meg a kampuszt a Cranbrook Educational Community számára, a Bauhaus amerikai megfelelőjeként. Saarinen itt tanított és ő lett a Cranbrook Academy of Art elnöke 1932-ben. Tanítványai, munkatársai közé tartozott Ray Eames és Charles Eames, akiknek későbbi stílusukra Saarinen nagy hatással volt.
University of Michigan építészeti karának professzora lett. Az utódintézményben (A. Alfred Taubman College of Architecture and Urban Planning) minden évben előadássorozattal emlékeznek meg róla.
Fia, Eero (1910–1961), a 20. század közepének egyik legjelentősebb amerikai építésze lett mint az ún. nemzetközi stílus (international style) egyik vezető képviselője. Az ő tanítványa volt Edmund N. Bacon, aki a philadelphiai városfejlesztő bizottság főtitkáraként (Executive Director) dolgozott 1949 és 1970 között.

## Díjai, elismerései
1947-ben megkapta az AIA aranyérmét (AIA Gold Medal).

## Jelentős művei

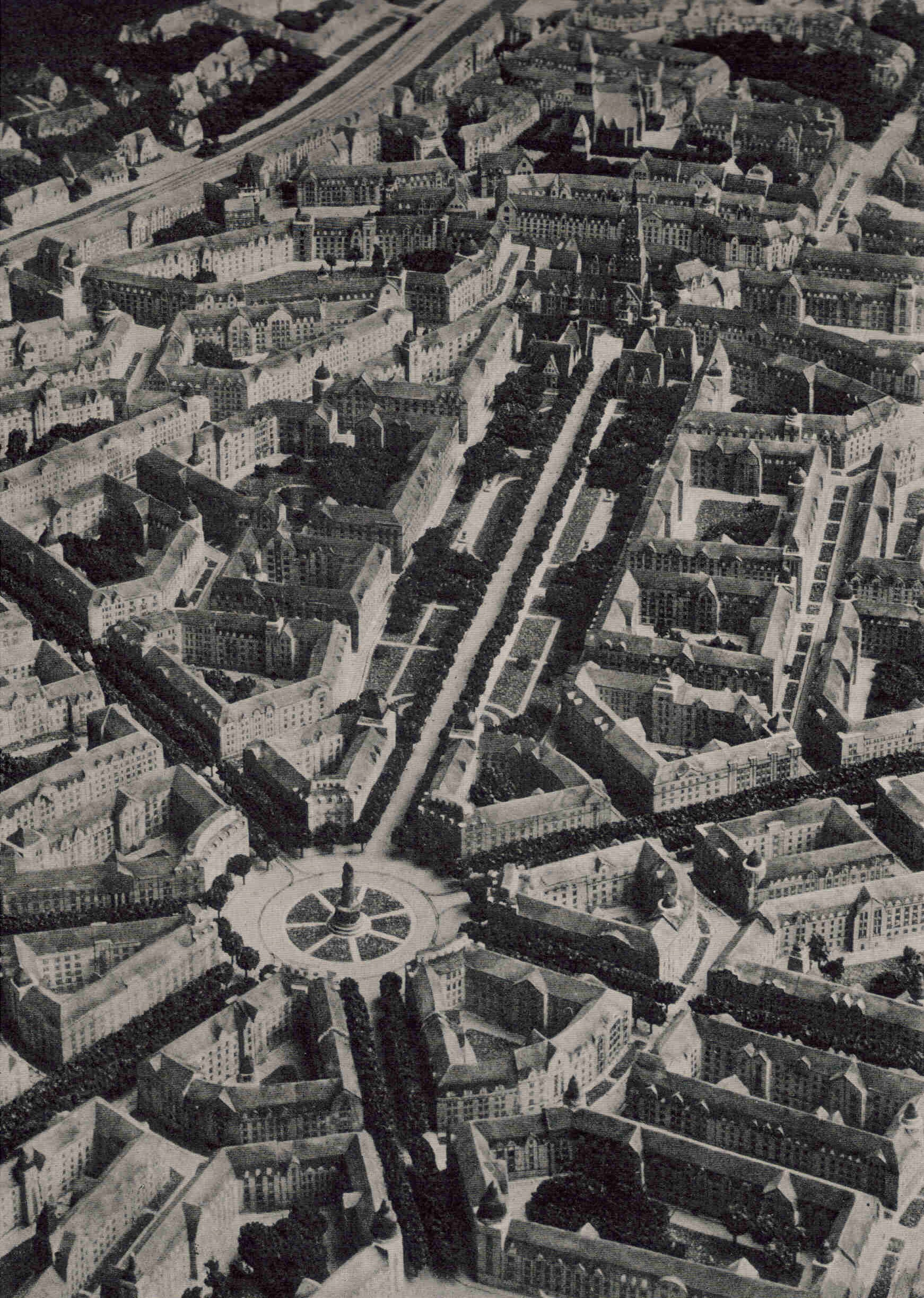
Saarinen terve a Munksnäs-Haga negyedről, amely anyagi okokból nem valósult meg

| A mű                            | Helyszíne               | Befejezve    | Kép |
| ------------------------------- | ----------------------- | ------------ | --- |
| A Világkiállítás finn pavilonja | Párizs                  | 1900         |     |
| Hvitträsk                       | Kirkkonummi             | 1902         |     |
| Finn Nemzeti Múzeum             | Helsinki                | 1904         |     |
| Helsinki Főpályaudvar           | Helsinki                | 1909         |     |
| Lahti városháza                 | Lahti                   | 1911         |     |
| Vyborg vasútállomás             | Viborg                  | 1913         |     |
| Joensuu városháza               | Joensuu                 | 1914         |     |
| Saint Paul's Church             | Tartu                   | 1917         |     |
| Márványpalota                   | Helsinki                | 1918         |     |
| Munkkiniemi Pension house       | Helsinki                | 1920         |     |
| Koussevitzky Music Shed         | Tanglewood              | 1938         |     |
| Kleinhans Music Hall            | Buffalo                 | 1940         |     |
| First Christian Church          | Columbus                | 1942         |     |
| Cranbrook Educational Community | Bloomfield Hills        | 1940-es évek |     |
| Des Moines Art Center           | Des Moines              | 1948         |     |
| Christ Church Lutheran          | Minneapolis (Minnesota) | 1949         |     |

## Fordítás
- Ez a szócikk részben vagy egészben  az   Eliel Saarinen című angol Wikipédia-szócikk ezen változatának fordításán alapul.  Az eredeti cikk szerkesztőit annak laptörténete sorolja fel. Ez a jelzés csupán a megfogalmazás eredetét és a szerzői jogokat jelzi, nem szolgál a cikkben szereplő információk forrásmegjelöléseként.